# Molain (Jura)
Molain település Franciaországban, Jura megyében. Lakosainak száma 110 fő (2022. január 1.). Molain Arbois, Besain, La Châtelaine, Montrond, Valempoulières és Poligny községekkel határos.

## Népesség
A település népességének változása:
| Lakosok száma | 91   | 99   | 96   | 117  | 118  | 110  | 105  | 110  | 112  | 110  |
|               | 1968 | 1982 | 1990 | 2006 | 2013 | 2015 | 2017 | 2019 | 2020 | 2022 |